# Dzikovia
Dzikovia – tarnobrzeski kwartalnik społeczno-kulturalny wydawany przez Towarzystwo Przyjaciół Tarnobrzega. W swojej tematyce nawiązuje do historii Tarnobrzega i bezpośredniej okolicy. Nazwa wydawnictwa nawiązuje do łacińskiej transkrypcji najstarszej części miasta – Dzikowa.

## Historia
Pomysłodawcą i pierwszym redaktorem pisma był Adam Wójcik-Łużycki, który od 1995 roku pełni też funkcję prezesa Towarzystwa Przyjaciół Tarnobrzega. Pierwszy numer pisma ukazał się w 1998 roku.